# Mats Staub

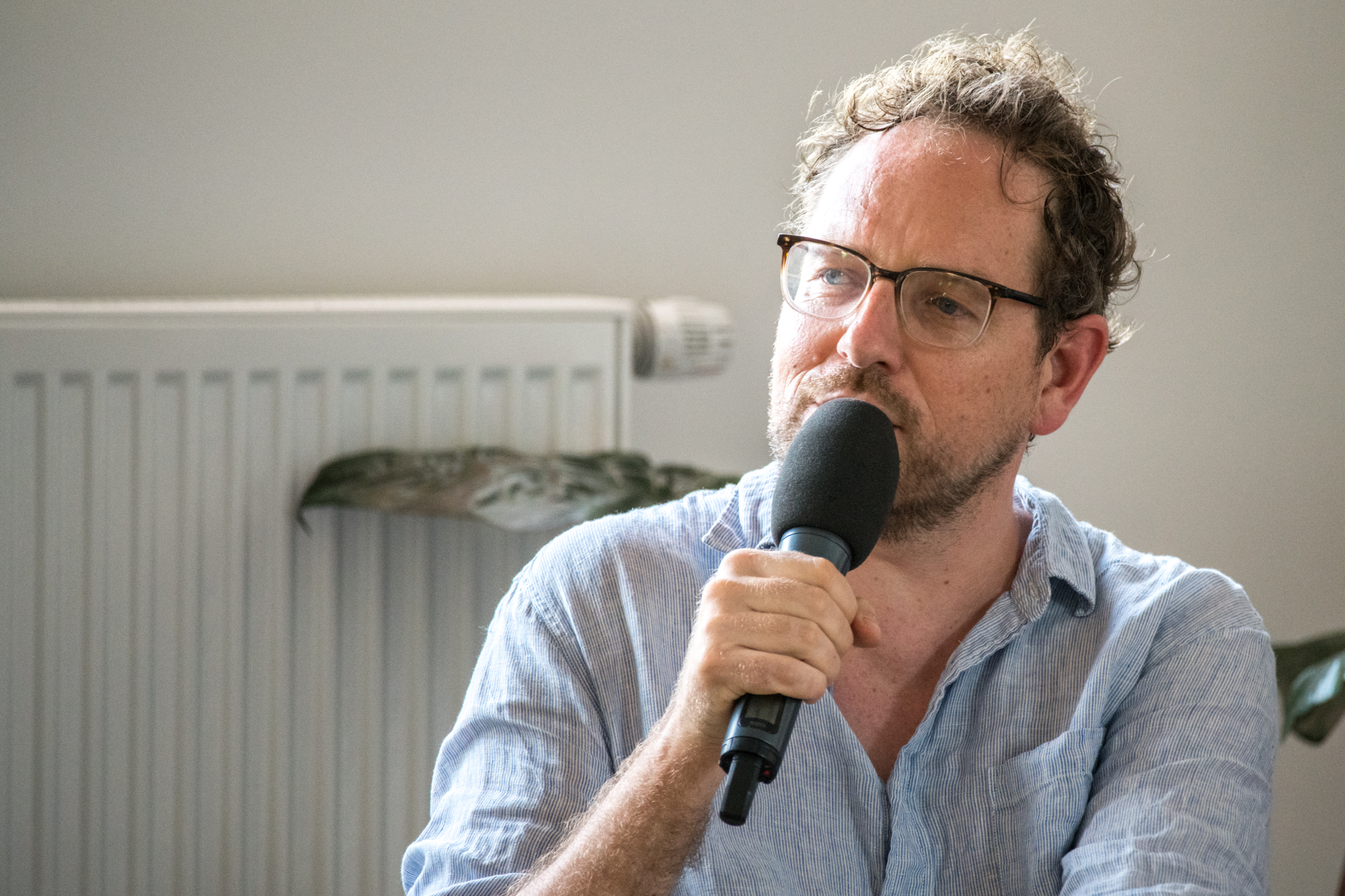
Mats Staub

Mats Staub (* 1972 in Muri bei Bern, Schweiz) ist ein Schweizer Künstler. Er lebt und arbeitet in Berlin sowie an den Entwicklungsorten seiner Langzeitprojekte.

## Leben
Mats Staub studierte Theaterwissenschaft, Journalistik und Religionswissenschaft in Bern, Fribourg und Berlin. Er arbeitete als Dramaturg am Theater Neumarkt in Zürich (2002–2004), bevor er 2004 begann, seine eigenen Kunstprojekte im Spannungsfeld zwischen Theater und Ausstellung, Wissenschaft, Journalismus und Literatur zu entwickeln.
Mats Staubs Arbeiten befassen sich mit Erinnerung, Lebenserzählung und biographisch einschneidenden Erfahrungen. Sie laden die Teilnehmer ein, von einem bestimmten Punkt aus, über ihr Leben oder ihre Vergangenheit zu reflektieren und diese Reflexionen und Erinnerung mitzuteilen – mal nur mit einer Zahl (Feiertage), mal im Gespräch mit Mats Staub (Meine Grosseltern, 21 – Erinnerungen ans Erwachsenwerden), mal im Dialog mit einem Gegenüber (Death and Birth In My Life), oder auch schriftlich (Zehn wichtigste Lebensereignisse/Diez moments en mi vida).
Seine Arbeit führt Mats Staub für Gespräche und Aufnahmen in die ganze Welt. Für seine Audio-Installation Meine Grosseltern (2008–2013) führte er in vierzehn Städten mit mehr als dreihundert Menschen Gespräche über das, was sie von ihren Großeltern wissen. In der Video-Installation 21 - Erinnerungen ans Erwachsenwerden porträtiert er Menschen unterschiedlicher Generationen, wie sie sich ihre Erlebnisse aus der Zeit vergegenwärtigen, als sie 21 Jahre alt waren. Seine 2012 begonnene Online-Sammlung Zehn wichtigste Ereignisse meines Lebens ist mit rund 3000 Ereignissen abgeschlossen, auch in Buchform erschienen (Salis Verlag, 2014) und im spanischsprachigen Raum als Diez moments en mi vida (2017–2019) weitergeführt worden.
Staub erweitert seine Langzeitprojekte fortlaufend, indem an jedem Ort, an dem ein Projekt gezeigt wird, weitere Listen, Gespräche oder Porträts gesammelt werden. Jedes Projekt ist demnach ein wachsendes Archiv von Gesprächen und Aufzeichnungen aus unterschiedlichen Ländern, in unterschiedlichen Sprachen, oft mehrere Generationen übergreifend.
Staub arbeitet mit verschiedenen Formaten: neben den Audio- und Videoinstallationen mit Online-Sammlungen (Zehn wichtigste Ereignisse meines Lebens), Buchform, site-specific Audiowalks (Bundesplatz und Metzgergasse) und Ausstellungen im öffentlichen Raum (Diez momentos en mi vida).
Seine Arbeiten sind unter anderem am Künstlerhaus Mousonturm Frankfurt, in der Kaserne Basel, am Theaterhaus Gessnerallee Zurich, im Museum für Kommunikation Bern, dem Theaterformen Festival in Hannover/Braunschweig, den Wiener Festwochen (2006, 2009, 2015), dem Adelaide Festival (2018), der Bienal de Arte Mediales in Santiago de Chile, dem South African International Documentary Festival Encounters in Kapstadt und dem Edinburgh Festival Fringe (2019) zu sehen gewesen.

## Arbeiten
- 5000 Liebesbriefe, 2004–2006
- Meine Grosseltern, 2008–2013
- Feiertage, 2010–2012
- Metzgergasse, 2011–2013
- Bundesplatz, 2012
- Die Namen der Liebe, 2012
- Zehn wichtigste Ereignisse meines Lebens, 2012–2015
- Werdegänge (Winterthur), 2013–2017
- Mein anderes Leben, Langzeitprojekt seit 2015
- Wann hast du aufgehört ein Kind zu sein, 2016
- Diez momentos en mi vida, 2017–2019
- Artist (Arbeitstitel), 2018
- 21 – Erinnerungen ans Erwachsenwerden, Langzeitprojekt seit 2012
- Death and Birth in My Life, Langzeitprojekt seit 2019

## Publikationen
- Meine Grosseltern. My Grandparents, Edition Patrick Frey, 2010. Hardcover, 192 Seiten, 115 S/W-Abbildungen, 15,7 × 22 cm, ISBN 978-3-905509-94-6.
- Zehn wichtigste Ereignisse meines Lebens, Salis Verlag, 2014, Broschur, 396 Seiten, 11,5 × 17 cm.
- Leben – Erzählen – Zeigen. Gedanken zum Umgang mit dem Biographischen im künstlerischen Werk von Mats Staub. In: Krankenhagen, S. & Vahrson, V. (Hg.): „Geschichte kuratieren. Kultur- und kunstwissenschaftliche An-Ordnungen der Vergangenheit“. Böhlau Verlag, Köln, Weimar, Wien 2017.

## Auszeichnungen
- 2020 Schweizer Theaterpreis